# جيمس غيب روس
جيمس غيب روس (بالإنجليزية: James Gibb Ross)‏ هو سياسي كندي، ولد في 18 أبريل 1819 في المملكة المتحدة، وتوفي في 1 أكتوبر 1888 بمدينة كيبك في كندا. حزبياً، نشط في حزب كندا المحافظ. وقد انتخب عضو مجلس الشيوخ الكندي.